# Heerhugowaard
Heerhugowaard (frison occidental : Heregewaard ; De Waard, bas-saxon : Heerhugoweerd) est un village et une commune néerlandaise, en province de Hollande-Septentrionale, dans la région de Frise-Occidentale.

## Politique et administration

### Liste des bourgmestres successifs
| Portrait                                                                         | Identité                                                     | Période         | Période         | Durée             | Étiquette                                        |
| Portrait                                                                         | Identité                                                     | Début           | Fin             | Durée             | Étiquette                                        |
| -------------------------------------------------------------------------------- | ------------------------------------------------------------ | --------------- | --------------- | ----------------- | ------------------------------------------------ |
| Pas de portrait sous licence libre disponible pour Albertus Franciscus Molleman. | Albertus Franciscus Molleman (d) (8 août 1915 - 5 juin 1987) | 1957            | 1980            | 23 ans            |                                                  |
| Pas de portrait sous licence libre disponible pour Jan Stuifbergen.              | Jan Stuifbergen (en) (19 juin 1929 - 8 décembre 2021)        | 1980            | 1994            | 14 ans            | Appel chrétien-démocrate                         |
| Pas de portrait sous licence libre disponible pour Evert Vermeer.                | Evert Vermeer (d) (né en 1943)                               | 1994            | 2004            | 10 ans            | Parti travailliste                               |
| Han ter Heegde                                                                   | Han ter Heegde (d) (né le 27 juillet 1958)                   | 2004            | 17 février 2017 | 13 ans            | Parti populaire pour la liberté et la démocratie |
| Bert Blase                                                                       | Par intérim : Bert Blase (d) (né le 14 avril 1959)           | 20 février 2017 | En cours        | 8 ans et 22 jours | Parti travailliste                               |

## Personnalité
- Hanneke Schuitemaker, virologue